# فلش بال
فلش بال (به انگلیسی: Flash-Ball) یک علامت تجاری ثبت شده برای سلاح دستی غیرمرگبار که به‌طور عمده توسط مأموران اجرای قانون در شرایط شورش به عنوان جایگزین سلاح گرم مرگبار، باتوم و گلوله‌های پلاستیکی مورد استفاده قرار می‌گیرد. این سلاح توسط شرکت ورنی کارون (به انگلیسی: Verney-Carron) که یک تولیدکننده اسلحه‌های شکاری است ساخته شده‌است.

## مشخصات
این سلاح در دو نسخه کالیبر ۴۴ و ۸۳ وجود دارد. کالیبر ۸۳ نسخه فوق‌العاده حرفه ای و دارای ۲ لوله عمودی از آلیاژهای فلزی ساخته شده‌است، در حالی که کالیبر ۴۴ کوچکتر از مواد سبک‌تر کامپوزیت با خشاب دو طرفه ساخته شده‌است.
هر دو نسخه از سلاح را می‌توان برای مبارزه با انواع مهمات استفاده می‌شود، ولی گلوله‌های لاستیکی ۴۴ میلیمتری شایع تر است.
طبق اعلام خود تولیدکننده، دور استاندارد Flash-Ball مانند برد نهایی یک تفنگ دستی کالیبر ۰٫۳۸ است، اما با انرژی محرکه قابل توجهی کمتر به ازای هر سانتی‌متر است و بعید است حتی در محدوده تا ۵ متر بتواند به بدن فرد معمولی نفوذ کند.

## خطرات استفاده
آسیب‌های شدید چشم و شکستگی‌های استخوان اصلی و مرگ ناشی از توقف قلب در استفاده از «فلش بال» می‌تواند اتفاق بیفتد
در فرانسه طبق آمار ارائه شده ۱۵ نفر از زمان آغازجنبش جلیقه زردها یک چشم خود را بر اثر استفاده پلیس فرانسه از فلش بال از دست داده‌اند.

## بکار گیرندگان
- فرانسه: پلیس
- ماکائو: گروه عملیات ویژه پلیس
- پرتغال: پلیس امنیت عمومی